# Hirzer Ferenc
Hirzer Ferenc, Híres (Budapest, 1902. november 21. – Trento, 1957. április 28.) magyar válogatott labdarúgó, csatár. Magyarországon ismeretes volt még Híres Ferencként is.

## Pályafutása

### Klubcsapatban
Hirzer 1913-ban mutatkozott be játékosként a budapesti Törekvés SC-ben, amit vasútmunkások alapítottak. 1920-as évek elejére a klub stabil tagjává vált a magyar bajnokságnak. Egy évtized játék után maga mögött hagyta Budapestet és az amatőr futballt. Csehszlovákiába igazolt a zsidók által alapított és pénzelt Makkabi Brünnbe ahol 1920 és 1925 között több mint negyven (!) magyarországi labdarúgó fordult meg. Bár Hirzer nem volt zsidó mindazonáltal, leszerződtette a Makkabi. Mindössze egy szezont töltött itt és tovább állt a német Union 03 Altonához, Hamburgba.

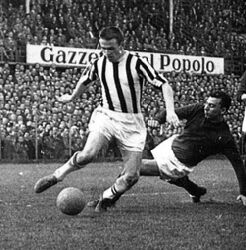
Hirzer Ferenc a Juventus mezében

Az 1925-26-os szezonban ismét klubot és országot váltott. Olaszország, Torino és nem más csapat, mint a Juventus kereste meg őt. Károly Jenő volt ekkortájt az olasz sztárklub menedzsere. A klubnak volt már egy szintén magyar és szintén egykori Törekvés játékosa, Viola József. Hirzer első mérkőzésén Parma FC ellen mesterhármassal mutatkozott be. Egyéni rekordja is nagyban hozzájárult a Juventus bajnoki címéhez (1925–26), 35 gól 26 mérkőzés alatt. A rákövetkező szezonban csak a dobogó harmadik fokára tudott fellépni csapatával Torino és a Bologna mögött. 43 mérkőzés 50 gól után hazatért Magyarországra, mivel 1926-ban itt is véget vetettek az amatörizmusnak. A hazai csapata az MTK lett. 1928 - 29-ben Hirzer játékosként még magyar bajnok lett, de játékos pályafutása végeztével visszatért Olaszországba és haláláig ott edzősködött.

### A válogatottban

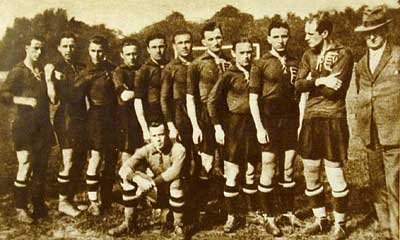
Fogl Károly, Opata Zoltán, Hirzer Ferenc, Jeny Rudolf, Eisenhoffer József, Guttmann Béla, Mándi Gyula, Obitz Gábor, Braun József, Orth György, Kiss Gyula.

1922. június 15-én mutatkozott be még Törekvés SC játékosként a nemzeti csapatban egy Svájc elleni döntetlen alkalmával. 1924-ben részt vett a nyári olimpiai játékokon, két gólig jutott a sorozatban. Összességében 14 gól 33 mérkőzésen a mérlege.

## Sikerei, díjai
Juventus FC
- Olasz bajnok: 1925–26
- Olasz gólkirály: 1925–26

 Hungária
- Magyar bajnok: 1928–29
- Magyar kupa-győztes: 1931–32

## Statisztika

### Mérkőzései a válogatottban
| Magyarország | Magyarország         | Magyarország                    | Magyarország      | Magyarország | Magyarország  | Magyarország          | Magyarország | Magyarország    |
| #            | Dátum                | Helyszín                        | Hazai             | Eredmény     | Vendég        | Kiírás                | Gólok        | Esemény         |
| ------------ | -------------------- | ------------------------------- | ----------------- | ------------ | ------------- | --------------------- | ------------ | --------------- |
| 1.           | 1922. június 15.     | Budapest, Üllői úti pálya       | Magyarország      | 1 – 1        | Svájc         | barátságos            | -            |                 |
| 2.           | 1922. július 2.      | Bochum, Bochumer Stadion        | Németország       | 0 – 0        | Magyarország  | barátságos            | -            |                 |
| 3.           | 1922. július 9.      | Stockholm                       | Svédország        | 1 – 1        | Magyarország  | barátságos            | 1            | 77'             |
| 4.           | 1922. július 13.     | Helsinki                        | Finnország        | 1 – 5        | Magyarország  | barátságos            | -            |                 |
|              | 1922. augusztus 27.  | Lipcse                          | Közép-Németország | 3 – 5        | Magyarország  | barátságos            | -            | Gól · Gól · Gól |
| 5.           | 1922. szeptember 24. | Bécs, Hohe Warte                | Ausztria          | 2 – 2        | Magyarország  | barátságos            | -            |                 |
| 6.           | 1922. november 26.   | Budapest, Üllői úti pálya       | Magyarország      | 1 – 2        | Ausztria      | barátságos            | -            |                 |
| 7.           | 1923. március 4.     | Genova, Marassi-stadion         | Olaszország       | 0 – 0        | Magyarország  | barátságos            | -            |                 |
| 8.           | 1923. március 11.    | Lausanne                        | Svájc             | 1 – 6        | Magyarország  | barátságos            | 2            | 63' 65'         |
| 9.           | 1923. május 6.       | Bécs, Hohe Warte                | Ausztria          | 1 – 0        | Magyarország  | barátságos            | -            |                 |
| 10.          | 1923. augusztus 19.  | Budapest, Üllői úti pálya       | Magyarország      | 3 – 1        | Finnország    | barátságos            | 1            | 86'             |
| 11.          | 1924. május 18.      | Zürich, Sportplatz Förrlibuck   | Svájc             | 4 – 2        | Magyarország  | barátságos            | -            | 42'             |
| 12.          | 1924. május 26.      | Párizs, Bergeyre-pálya (FRA)    | Magyarország      | 5 – 0        | Lengyelország | olimpia, első forduló | 2            | 51' 58'         |
| 13.          | 1924. május 29.      | Párizs, Stade-Paris pálya (FRA) | Egyiptom          | 3 – 0        | Magyarország  | olimpiai nyolcaddöntő | -            |                 |
| 14.          | 1927. szeptember 25. | Budapest. Üllői úti pálya       | Magyarország      | 5 – 3        | Ausztria      | Európa-kupa           | 1            | 67'             |
| 15.          | 1927. október 9.     | Budapest, Hungária körúti pálya | Magyarország      | 1 – 2        | Csehszlovákia | barátságos            | -            |                 |
| 16.          | 1928. március 25.    | Róma, Nazionale PNF Stadion     | Olaszország       | 4 – 3        | Magyarország  | Európa-kupa           | 1            | 44'             |
| 17.          | 1928. április 22.    | Budapest, Üllői úti pálya       | Magyarország      | 2 – 0        | Csehszlovákia | Európa-kupa           | 1            | 18'             |
| 18.          | 1928. május 6.       | Budapest. Hungária körúti pálya | Magyarország      | 5 – 5        | Ausztria      | barátságos            | 1            | 16'             |
| 19.          | 1928. október 7.     | Bécs, Hohe Warte                | Ausztria          | 5 – 1        | Magyarország  | Európa-kupa           | 1            | 37'             |
| 20.          | 1928. november 1.    | Budapest, Üllői úti pálya       | Magyarország      | 3 – 1        | Svájc         | Európa-kupa           | 1            | 49'             |
| 21.          | 1929. február 24.    | Párizs                          | Franciaország     | 3 – 0        | Magyarország  | barátságos            | -            |                 |
| 22.          | 1929. április 14.    | Bern                            | Svájc             | 4 – 5        | Magyarország  | Európa-kupa           | 1            | 73'             |
| 23.          | 1929. május 5.       | Bécs, Hohe Warte                | Ausztria          | 2 – 2        | Magyarország  | barátságos            | -            |                 |
| 24.          | 1929. szeptember 8.  | Prága                           | Csehszlovákia     | 1 – 1        | Magyarország  | Európa-kupa           | -            |                 |
| 25.          | 1929. október 6.     | Budapest, Hungária körúti pálya | Magyarország      | 2 – 1        | Ausztria      | barátságos            | -            |                 |
| 26.          | 1930. május 1.       | Prága                           | Csehszlovákia     | 1 – 1        | Magyarország  | barátságos            | 1            | 3'              |
| 27.          | 1930. május 11.      | Budapest, Üllői úti pálya       | Magyarország      | 0 – 5        | Olaszország   | Európa-kupa           | -            |                 |
| 28.          | 1930. október 26.    | Budapest, Hungária körúti pálya | Magyarország      | 1 – 1        | Csehszlovákia | barátságos            | -            |                 |
| 29.          | 1931. szeptember 20. | Budapest, Üllői úti pálya       | Magyarország      | 3 – 0        | Csehszlovákia | barátságos            | -            |                 |
| 30.          | 1931. november 8.    | Budapest, Üllői úti pálya       | Magyarország      | 3 – 1        | Svédország    | barátságos            | -            |                 |
| 31.          | 1931. december 13.   | Torino, Campo Torino            | Olaszország       | 3 – 2        | Magyarország  | Európa-kupa           | -            |                 |
| 32.          | 1932. február 19.    | Kairó                           | Egyiptom          | 0 – 0        | Magyarország  | barátságos            | -            |                 |
| 33.          | 1932. május 8.       | Budapest, Hungária körúti pálya | Magyarország      | 1 – 1        | Olaszország   | Európa-kupa           | -            |                 |
|              | Összesen             |                                 |                   | 33           | mérkőzés      |                       | 14           | gól             |